# Nuu
Nuu – miejscowość w Samoa, na wyspie Savaiʻi. Według danych szacunkowych na rok 2009 liczy 1 504 mieszkańców.